# تالاب‌های لپو و پلنگان

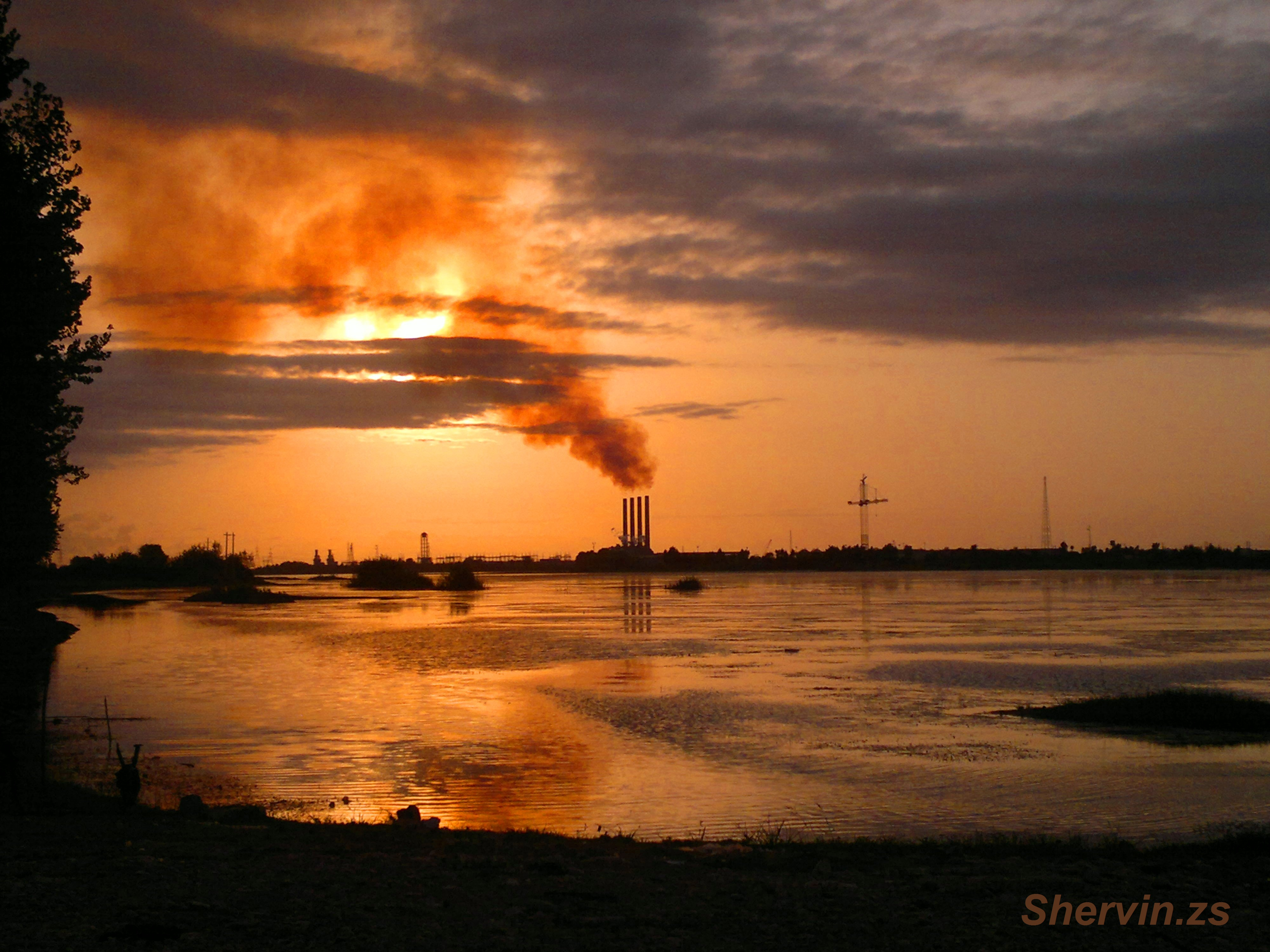
نمایی زیبا از غروب لپو و پلنگان

تالاب‌های لپو و پلنگان زاغمرز به مجموعه سه مرداب لپو ، شیرخان لپو و پلنگان زاغمرز گفته می‌شود که در پانصد متری دریای خزر، و در غرب تالاب میانکاله و در شمال زاغمرز در استان مازندران واقع شده است.
تالاب های لپو و شیرخان لپو و پلنگان زاغمرز که احتمالاً زمانی جزئی از دریای خزر بوده‌اند و به مرور زمان با عقب‌نشینی دریا از آن جدا شده‌اند و کم‌کم با آب دریا و سیلاب‌ها پر شده‌اند، از جاذبه‌های توریستی زاغمرز به‌شمار می‌روند.
تالاب‌ های لپوی زاغمرز و پلنگان هر فصل از سال دارای زیبایی و جاذبه‌های خاص خود می‌باشد در زمستان و پاییز مأمن پرندگان مهاجری، چون قو ، قره غاز و فلامینگو می‌باشد که این مکان برای تخم‌گذاری و تولید مثل برگزیده‌اند و ماهی‌گیری نیز از دیگر امکانات در این فصل است. لپو و پلنگان زاغمرز در سال ۱۳۵۴ (1975) در کنوانسیون بین المللی تالاب ها در شهر رامسر بعنوان تالاب بین المللی به ثبت رسید.